# Walls and Bridges
Walls and Bridges este al cincelea album oficial al muzicianului englez de rock John Lennon lansat în octombrie 1974. Înregistrat în perioada separării de Yoko Ono, albumul s-a clasat pe primul loc și conține singurul single #1 al lui Lennon lansat de acesta în viață "Whatever Gets You Thru The Night".

## Lista pieselor
1. "Going Down on Love" (3:54)
2. "Whatever Gets You Thru The Night" (3:28)
3. "Old Dirt Road" (4:11)
4. "What You Got" (3:09)
5. "Bless You" (4:38)
6. "Scared" (4:36)
7. "#9 Dream" (4:47)
8. "Surprise, Surprise (Sweet Bird of Paradise)" (2:55)
9. "Steel and Glass" (4:37)
10. "Beef Jerky" (3:26)
11. "Nobody Loves You (When You're Down and Out)" (5:08)
12. "Ya Ya" (1:06)

- Toate cântecele au fost scrise și compuse de John Lennon cu excepția pieselor "Old Dirt Road" (John Lennon, Harry Nilsson) și "Ya Ya" (Lee Dorsey, Morris Levy, Clarence Lewis, Morgan Robinson).

## Single-uri
- "Whatever Gets You Thru The Night" (1974)
- "Beef Jerky" (1974)
- "#9 Dream" (1975)
- "What You Got" (1975)